# 아니소필레아과
아니소필레아과(Anisophylleaceae)는 박목에 속하는 속씨식물과의 하나이다. APG II 분류 체계에 의하면, 4개 속으로 구성되어 있는 작은 과이다.
이 과 식물은 전열대 지역에 분포하는 관목과 중간 크기에서 상당히 큰 나무의 식물 과로, 아메리카와 아프리카 그리고 아시아의 다습한, 열대 숲과 습지에서 자생한다.